# Gimone
Gimone (gaskonjsko Gimona) je 136 km dolga reka v južni Franciji, levi pritok Garone. Izvira na planoti Lannemezana, od koder teče pretežno v severni do severovzhodni smeri. V Garono se izliva južno od Castelsarrasina.
Z zajezitvijo reke je nastalo med Lalanne-Arqué in Lunaxom približno šest kilometrov dolgo jezero.

## Geografija

### Porečje
levi pritoki
| - Lauze (23 km) |

desni pritoki
| - Marcaoue (36,4 km) - Sarrampion (25,4 km) |

### Departmaji in kraji
Reka Gimone teče skozi naslednje departmaje in kraje:
- Hautes-Pyrénées
- Gers: Saramon, Gimont, Mauvezin,
- Tarn-et-Garonne: Beaumont-de-Lomagne.